# Шест стопа под земљом
Шест стопа под земљом (енгл. Six Feet Under) је америчка драмска телевизијска серија творца и продуцента Алана Бола. Премијера је била на премијум мрежи HBO у Сједињеним Државама 3. јуна 2001. и завршила се 21. августа 2005. године, у распону од 63 епизоде током пет сезона. Приказује животе породице Фишер, која води погребно предузеће у Лос Анђелесу, заједно са својим пријатељима и љубавницима.
У драми ансамбла глуме Питер Краузе, Мајкл Си Хол, Франсес Конрој, Лорен Амброз, Фреди Родригез, Метју Сент Патрик и Рејчел Грифитс као централни ликови. Продуцирана је од стране Actual Size Films-а и The Greenblatt/Janollari Studio-а и снимљена је на локацији у Лос Анђелесу и холивудским студијима.
Серија Шест стопа под земљом је добила широко одобрење критичара, посебно због писања и глуме, и непрестано цртала високе рејтинге за мрежу HBO. Сматрају је једном од најбољих телевизијских серија свих времена, коју су Time,  и Empire уврстили на спискове најбољих. Финале емисије такође је описан као једно од најбољиг финала телевизијских серија. Серија је освојила бројне награде, укључујући девет награда Еми, три награде Цеха филмских глумаца, три награде Златни глобус и награду Пибоди.

## Радња
У серији глуми Питер Краузе као Нејт Фишер, чији отац директор сахране (Ричард Џенкинс) умире и завештава власништво над Fisher & Sons Funeral Home-у Нејту и његовом другом сину Дејвиду (Мајкл Си Хол). Клан Фишер такође укључује удовицу Рут Фишер (Франсес Конрој) и ћерку Клер Фишер (Лорен Амброз). Међу осталим редовним особама су мортицар и породични пријатељ Федерицо Дијаз (Фреди Родригез), Нејтова девојка Бренда Ченовит (Рејчел Грифитс) и Дејвидов дугогодишњи дечко Кит Чарлс (Мејту Сент. Патрик).
На једном нивоу, серија је уобичајена породична драма која се бави питањима као што су међуљудски односи, неверство и религија. Истовремено, одликује се усредсређеношћу на тему смрти, коју истражује на личном, верском и филозофском нивоу. Свака епизода започиње смрћу, чији се узрок креће од срчаног удара до убиства до синдрома изненадне смрти новорођенчади. Та смрт обично даје тематски тон свакој епизоди, омогућавајући ликовима да размишљају о својој тренутној срећи и несрећама на начин који је осветљен смрћу и њеним последицама. Серија такође користи мрачни хумор и надреализам током свих сезона.
Уређај за понављање радње састоји се од лика који има замишљени разговор са покојником; на пример, Нејт, Дејвид и Федерико понекад „разговарају” са покојником на почетку епизоде, док се леш балзамира, или током планирања сахране или саме сахране. Понекад ликови разговарају са другим преминулим ликовима, посебно са Натанијелом Фишером Старијим. Творац серије Алан Бол рекао је да ово представља унутрашњи дијалог живих ликова изражен у облику спољних разговора.

## Улоге

### Главне
| Глумац            | Улога          |
| ----------------- | -------------- |
| Питер Краузе      | Нејт Фишер     |
| Мајкл Си Хол      | Дејвид Фишер   |
| Франсес Конрој    | Рут Фишер      |
| Лорен Амброз      | Клер Фишер     |
| Фреди Родригез    | Федерико Дијаз |
| Метју Сент Патирк | Кит Чарлс      |
| Џереми Систо      | Били Ченовит   |
| Џејмс Кромвел     | Џорџ Сибли     |
| Џастина Мачадо    | Ванеса Дијаз   |

## Епизоде
| Сезона | Сезона | Епизоде | Епизоде | Оригинално емитовање | Оригинално емитовање | Просечна гледаност (у милионима) |
| Сезона | Сезона | Епизоде | Епизоде | Премијера            | Финале               | Просечна гледаност (у милионима) |
| ------ | ------ | ------- | ------- | -------------------- | -------------------- | -------------------------------- |
|        | 1.     | 13      | 13      | 3. јун 2001.         | 19. август 2001.     | 5,3                              |
|        | 2.     | 13      | 13      | 3. март 2002.        | 2. јун 2002.         | 5,6                              |
|        | 3.     | 13      | 13      | 2. март 2003.        | 1. јун 2003.         | 4,7                              |
|        | 4.     | 12      | 12      | 13. јун 2004.        | 12. септембар 2004.  | 3,7                              |
|        | 5.     | 12      | 12      | 6. јун 2005.         | 21. август 2005.     | 2,5                              |